# ISO 3166-2:HR
La norme ISO 3166-2:HR, édictée par l'Organisation internationale de normalisation, permet de désigner les principales subdivisions administratives de la Croatie par un code en quelques chiffres et/ou lettres complétant le code ISO 3166-1 du pays.

## Mise à jour
- ISO 3166-2:2002-05-21 n°2

## Ville (hr:grad)
- HR-21 Grad Zagreb

## Comitats(hr:županije)
- HR-01  Comitat de Zagreb
- HR-02  Comitat de Krapina-Zagorje
- HR-03  Comitat de Sisak-Moslavina
- HR-04  Comitat de Karlovac
- HR-05  Comitat de Varaždin
- HR-06  Comitat de Koprivnica-Križevci
- HR-07  Comitat de Bjelovar-Bilogora
- HR-08  Comitat de Primorje-Gorski Kotar
- HR-09  Comitat de Lika-Senj
- HR-10  Comitat de Virovitica-Podravina
- HR-11  Comitat de Požega-Slavonie
- HR-12  Comitat de Brod-Posavina
- HR-13  Comitat de Zadar
- HR-14  Comitat d'Osijek-Baranja
- HR-15  Comitat de Šibenik-Knin
- HR-16  Comitat de Vukovar-Srijem
- HR-17  Comitat de Split-Dalmatie
- HR-18  Comitat d'Istrie
- HR-19  Comitat de Dubrovnik-Neretva
- HR-20  Comitat de Međimurje